# Zygocera mastersi
Zygocera mastersi là một loài bọ cánh cứng trong họ Cerambycidae.